# Blinker (Musiker)
Blinker (* 1993 in Stuttgart; bürgerlich Wieland Johannes Stahnecker) ist ein deutscher Musiker.

## Leben
Wieland Johannes Stahnecker wurde 1993 in Stuttgart geboren und wuchs in Koblenz auf. Zu seinen frühen musikalischen Einflüssen gehörten Die Ärzte, Jack White und Tomte. Inspiriert von diesen Musikern lernte er zunächst Schlagzeug und E-Gitarre zu spielen, später war er als Sänger in verschiedenen Bands tätig. Mit der Band Der Wieland gewann er 2013 den Newcomer-Wettbewerb Rockbuster und trat er ein Jahr später unter anderem bei Rock am Ring auf. Bevor er den Schritt in Richtung Dasein als Berufsmusiker wagte, studierte er zwei Jahre lang Jura. Anschließend zog er nach Mannheim, um dort an der Popakademie Baden-Württemberg zu studieren. Parallel begann er 2017 nach der Auflösung von Der Wieland als Blinker aufzutreten. Für den Namen Blinker entschied er sich, weil er „alle Assoziationen, die man mit Blinker haben“ könne, cool finde.
Anfang 2018 erschien seine Debütsingle Pinke Blicke im Selbstverlag über Spinnup. Die Produktion übernahm Joschka Bender. Erste größere Live-Auftritte als Solomusiker spielte er als Vorgruppe von Clueso, einer der Musiker, für die Bender produziert hatte. Die Booking-Agentur Four Artists organisierte ihm im Anschluss daran Auftritte auf dem Reeperbahn Festival und der C/o pop sowie als Vorgruppe von Alex Mayr und Mine. Als er merkte, dass er von der Musik leben kann, brach er sein Studium ab. Ende des Jahrs unterschrieb er beim deutschen Ableger des Labels Jive Records. Luft, die erste Single unter dem neuen Label, wurde von Biztram produziert.
Einem Gastauftritt auf dem Anfang 2019 veröffentlichten Album Bohemien von Disarstar zusammen mit Philipp Dittberner folgend, veröffentlichte er mit Rippen Brechen die erste Single seiner Debüt-EP Blicke. Anlässlich der Veröffentlichung der EP widmete ihm das Online-Musikmagazin Diffus ein Videoporträt. Kurze Zeit später zog er nach Berlin. Nach dem ersten Teil der zugehörigen Tournee mit Auftritten im Köln, Berlin und Hamburg spielte er im Sommer unter anderem auf dem Leinewebermarkt, dem Schlossgrabenfest und dem Modular Festival. Im Herbst folgte der zweite Teil der Tournee mit Auftritten in 12 Städten.
Kurz nach einem Aufenthalt in Spanien Anfang 2020 zur Arbeit an seinem Debütalbum Gegen die Angst, erneut zusammen mit Joschka Bender, erhielt er eine Krebsdiagnose und musste sich aufgrund dessen dreimal in Chemotherapie begeben. Das Lied Keine Angst mehr behandelt die Krebsheilung. Gegen die Angst erschien 2022 über Isbessa und bewegt sich zwischen Postpunk und Indiepop.
Im Jahr 2022 begann Blinker eine Zusammenarbeit mit der deutschen Singer-Songwriterin Madeline Juno. So war er als Koautor für ihr Studioalbum Besser kann ich es nicht erklären tätig und veröffentlichte mit ihr die gemeinsame Single Alles schon okay. Von Oktober bis November 2023 begleitete er sie auf ihrer Acoustic Tour, wobei er für Gitarre und Perkussion zuständig zeichnete. Im Januar 2024 war er an der Produktion von Junos Album Nur zu Besuch beteiligt und begleitete sie im April desselben Jahres auf ihrer Tour zu Besuch als Gitarrist.

## Diskografie
Studioalben
- 2022: Gegen die Angst (Isbessa)

EPs
- 2019: Blicke (EP) (Jive)
- 2020: Blitz[3]

Singles

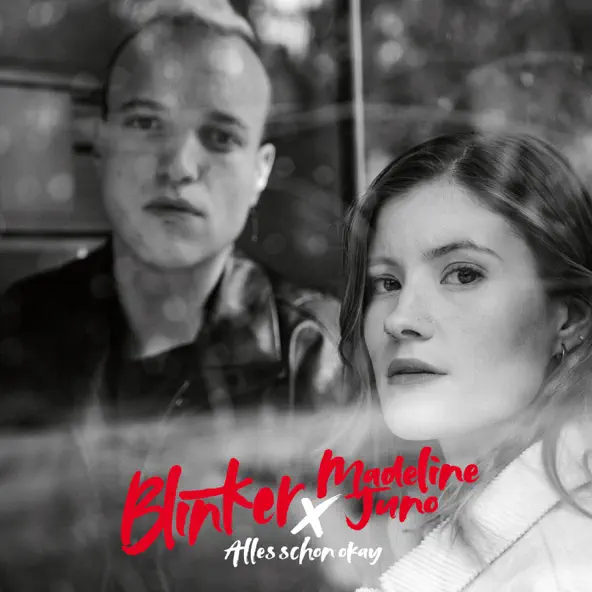
Frontcover zu Alles schon okay.

- 2022: Alles schon okay (feat. Madeline Juno)

Autorenbeteiligungen (Auswahl)
- Anstandslos & Durchgeknallt – Deine Mum
- Ben Zucker – Halt dich fest an mir
- Benne – 3000 Umwege
- Esther Graf – Geldautomat
- Gestört aber geil feat. Jona – Blue Love
- Il Civetto – Couscous mit Auberginen
- Knappe – Früher oder später
- Madeline Juno
  - Lass mich los
  - Tu was du willst
  - Sommer, Sonne, Depression
  - November
  - Ich sterbe zuerst
  - Murphy’s Law
  - Lovesong
  - Gewissenlos
  - Versprich mir du gehst
  - Nur zu Besuch
  - Nicht ich
  - In anderen Armen (Ness feat. Madeline Juno)
  - Reservetank
  - Anomalie
  - Hab ich dir je gesagt…
  - Fuck Marry Kill
  - Schlimmster Mensch der Welt
  - Mediocre
- Patrick Lindner – Alles entspannt
- Paula Hartmann – Fahr uns nach Hause
- Rosanna Rocci – Tutto o niente – Gefährliches Spiel
- Senta – Was immer es ist
- Wilhelmine – Ich gehör wieder mir[12]